# دوکشتاس
دوکشتاس (به لاتین: Dūkštas) در لیتوانی با جمعیت ۹۳۲ نفر است که در اوکشتایتیا واقع شده‌است.